# Александар Срећковић
Александар Срећковић (Београд, 30. април 1973), познат по надимку Кубура, српски је филмски, телевизијски и позоришни глумац, као и ТВ водитељ.

## Биографија
Године 1991. дипломирао је на средњој математичкој школи и средњој музичкој школи у одсеку виолончело. Прву професионалну улогу остварио је 1993. године у Народном позоришту у Београду. Глуму је дипломирао 1995. године на Факултету драмских уметности у Београду у класи професора Предрага Бајчетића.
На класи је био са Исидором Минић, Аном Софреновић, Бојаном Маљевић, Срном Ланго, Милицом Михајловић, Ненадом Јездићем, Иваном Зарићем, Катарином Жутић и Растком Јанковићем.

## Улоге
| Год.       | Назив                                    | Улога                      |
| ---------- | ---------------------------------------- | -------------------------- |
| 1994.      | Ни на небу, ни на земљи                  | момак са журке             |
| 1995.      | Пакет аранжман                           |                            |
| 1995.      | Крај династије Обреновић                 | поручник Никодије Луњевица |
| 1997.      | Наша Енглескиња                          | Милоје Савић               |
| 1997.      | Горе доле                                | Дуле „Гњурац”              |
| 1997.      | Балканска правила                        | Механичар авиона           |
| 1999.      | Пролеће у Лимасолу                       | Босанац                    |
| 1999.      | Точкови                                  |                            |
| 1998—2001. | Породично благо                          | Диспечер Танасије          |
| 2002.      | Подијум (серија)                         |                            |
| 2003.      | Неки нови клинци (серија)                | Владимир Јанковић Аушвиц   |
| 2003.      | Новогодишњи програм (ТВ)                 |                            |
| 2004.      | Јелена (серија)                          | Немања                     |
| 2004.      | Слободан пад                             | Инструктор падобранства    |
| 2007.      | Завера (серија)                          | Мирослав Лазаревић         |
| 2007.      | Вратиће се роде (серија)                 | Бабун                      |
| 2007—2008. | Понос Раткајевих (серија)                | Немања Лазаревић           |
| 2008.      | Закон љубави (серија)                    | Сергеј Јанић               |
| 2010.      | Монтевидео, Бог те видео!                | Раде Пашић                 |
| 2011.      | Заједно                                  | Урош                       |
| 2011.      | Под сретном звијездом (серија)           | Мики Ковач                 |
| 2011—2012. | Цват липе на Балкану (ТВ серија)         | Владета Драгутиновић Драгу |
| 2006—2012. | Бела лађа (серија)                       | Мирин муж Богоје           |
| 2012.      | Монтевидео, Бог те видео! (ТВ серија)    | Раде Пашић                 |
| 2013.      | На путу за Монтевидео                    | Раде Пашић                 |
| 2013.      | Шешир професора Косте Вујића (ТВ серија) | Краљ Милан Обреновић       |
| 2013—2014. | Тајне                                    | Дамјан Росо                |
| 2013—2014. | Равна Гора                               | Капетан Кастратовић        |
| 2014.      | Отворена врата                           | Лебац                      |
| 2016.      | Посматрачи                               |                            |
| 2016.      | Слепи путник на броду лудака             | Арса Лорд                  |
| 2017—2019. | Пси лају, ветар носи                     | Теча                       |
| 2018.      | Шифра Деспот                             | Пека Певљак                |
| 2018—2019. | Истине и лажи                            | Марко Гвозденовић          |
| 2019.      | Балканска међа                           | Смук                       |
| 2019—      | Црвени месец                             | Стојан Станимировић        |
| 2019—      | Преживети Београд                        | Миладин                    |
| 2019—2020. | Слатке муке                              | Виктор                     |
| 2020.      | Јужни ветар                              | Кинез                      |
| 2021—2022. | Тајне винове лозе                        | Паун                       |
| 2021.      | Калкански кругови                        | Власта                     |
| 2021.      | Адвокадо                                 | Тетак Ђура                 |
| 2022.      | Вера                                     | мајор Славко Радовић       |
| 2021-2023. | Бележница професора Мишковића            | Бошковић старији           |
| 2023.      | Вера (серија)                            | мајор Славко Радовић       |
| 2023.      | Лако је Ралету                           | Стојан Столе Тодоровић     |
| 2023.      | Што се боре мисли моје                   | Коста Радовановић          |
| 2024.      | V eфекат                                 | Славиша Соколовић          |